# Pánico (álbum de Manuel García)
Pánico es el primer álbum oficial del cantautor chileno Manuel García como solista, luego de haber dejado unos años su banda Mecánica Popular. Fue lanzado el 1 de diciembre de 2005 bajo el sello discográfico Alerce.
En abril de 2008, la edición chilena de la revista Rolling Stone lo situó como el 34.º mejor disco chileno de todos los tiempos.

## Lista de canciones
| N.º   | Título                      | Duración |  |
| 1.    | «Tanto creo en ti»          |          |  |
| 2.    | «La pena vuela»             |          |  |
| 3.    | «Bufón»                     |          |  |
| 4.    | «Insecto de oro»            |          |  |
| 5.    | «Tu ventana»                |          |  |
| 6.    | «Pánico»                    |          |  |
| 7.    | «El viejo comunista»        |          |  |
| 8.    | «Hablar de ti»              |          |  |
| 9.    | «Cómo dices tú»             |          |  |
| 10.   | «La danza de las libélulas» |          |  |
| 11.   | «Azúcar al café»            |          |  |
| 12.   | «Caen lunas»                |          |  |
| 13.   | «El reino del tiempo»       |          |  |
| 49:08 |                             |          |  |

## Listas
| Publicación   | País  | Lista                          | Año  | Puesto |
| ------------- | ----- | ------------------------------ | ---- | ------ |
| Rolling Stone | Chile | Los 50 mejores discos chilenos | 2008 | 34     |

## Créditos
Manuel García: voz principal, guitarra, arreglos, letra y composición
Diego Álvarez: guitarra
Ian Moya: guitarra
Christian Bravo: bajo acústico